# Borda-ház (Taxco de Alarcón)
A Borda-ház a mexikói Taxco de Alarcón város egyik 18. századi műemléke, ma kulturális központként működik.

## Története
Az épületet a San Ignació-i bányából származó jövedelem miatt igen gazdagnak számító Borda család építtette az 1750-es években: a benne található egyik lakást José de la Borda, a másikat fia, Manuel számára. Az építés teljes költsége mintegy 36 000 peso volt. Egy 1767-es dokumentumból kiderül, hogy a házat Juan Joseph de Alva építész tervezte, egy Manuel Toussaint nevű tanár Taxcóról szóló könyvéből pedig az, hogy régen az épület homlokzatán kis kövekből kirakva az 1759-es évszám volt olvasható, mint az építés éve.
Manuel halála után valószínűleg annak fiaié lett, akik valamikor a 19. században eladták. Annyi bizonyos, hogy a 20. század közepén számos lakás és üzlethelyiség működött benne, még észak-amerikai bérlők is laktak itt, egy földszinti helyiség pedig például Héctor Aguilar ezüstművesé volt. Ebben az időben még viszonylag jó állapotban volt az épület, de később eléggé lepusztult, és ezen az 1980-as évekbeli kisebb felújítás sem sokat segített.
A Borda-ház Kulturális Központ 1978. január 1-én jött létre, 1991 óta rendszeres rendezvénye a Nemzetközi Gitárfesztivál és -verseny. Ma az intézménynek van könyvtára, kiállítóterei, valamint rendelkezik öltözőkkel és mosdókkal is.

## Leírás
Az épület Mexikó középső részén, a Guerrero államban található régi bányászváros, Taxco történelmi belvárosában található, a főtér (a Borda tér) északi oldalán. Valójában két egybeépült ház, amelynek különlegessége, hogy a tér felőli oldala csak kétszintes (magassága itt 10,7 méter), míg a hátsó fele ötszintes (és 21,5 méter magas), mivel annyira lejtős terepen található. A kissé erődszerű építmény mindkét főbejárata a déli oldalon, a térre nyílik. Falain több egyéb ajtó és számos kis méretű, viszonylag rendszertelenül elhelyezett ablaknyílás található, amelyek egy kivételével faragott kővel vannak keretezve. Ezek mellett jellegzetes külső díszítőelemei még a háznak a kovácsoltvas korláttal rendelkező erkélyek, a fölöttük elhelyezett kis harang, valamint a főhomlokzat szintjeit elválasztó övpárkány körüli vakolatdíszek. Az északi oldal legmagasabb részén nyíló erkélyek valószínűleg az építtetők hálószobáihoz tartoztak: az apáé a nyugati, a fiúé a keleti volt.
Két belső udvara van, melyek talaja az utcaszint alá süllyed, így jól árnyékoltak, az egyiknek a szélén pedig egy falikútszerű építmény is található. Belül minden egyes szinten két párhuzamos lépcső fut végig.

## Képek

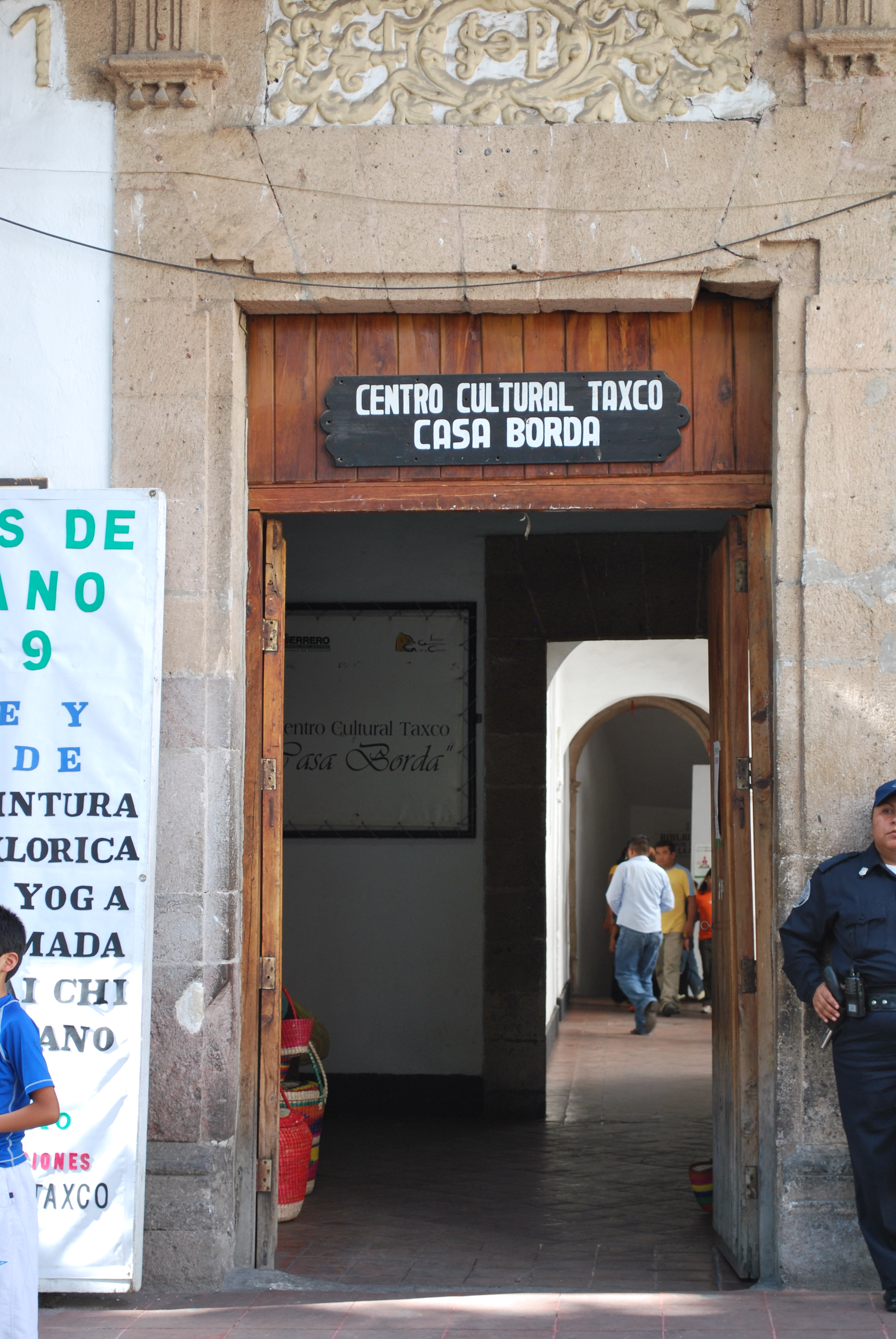
Bejárat
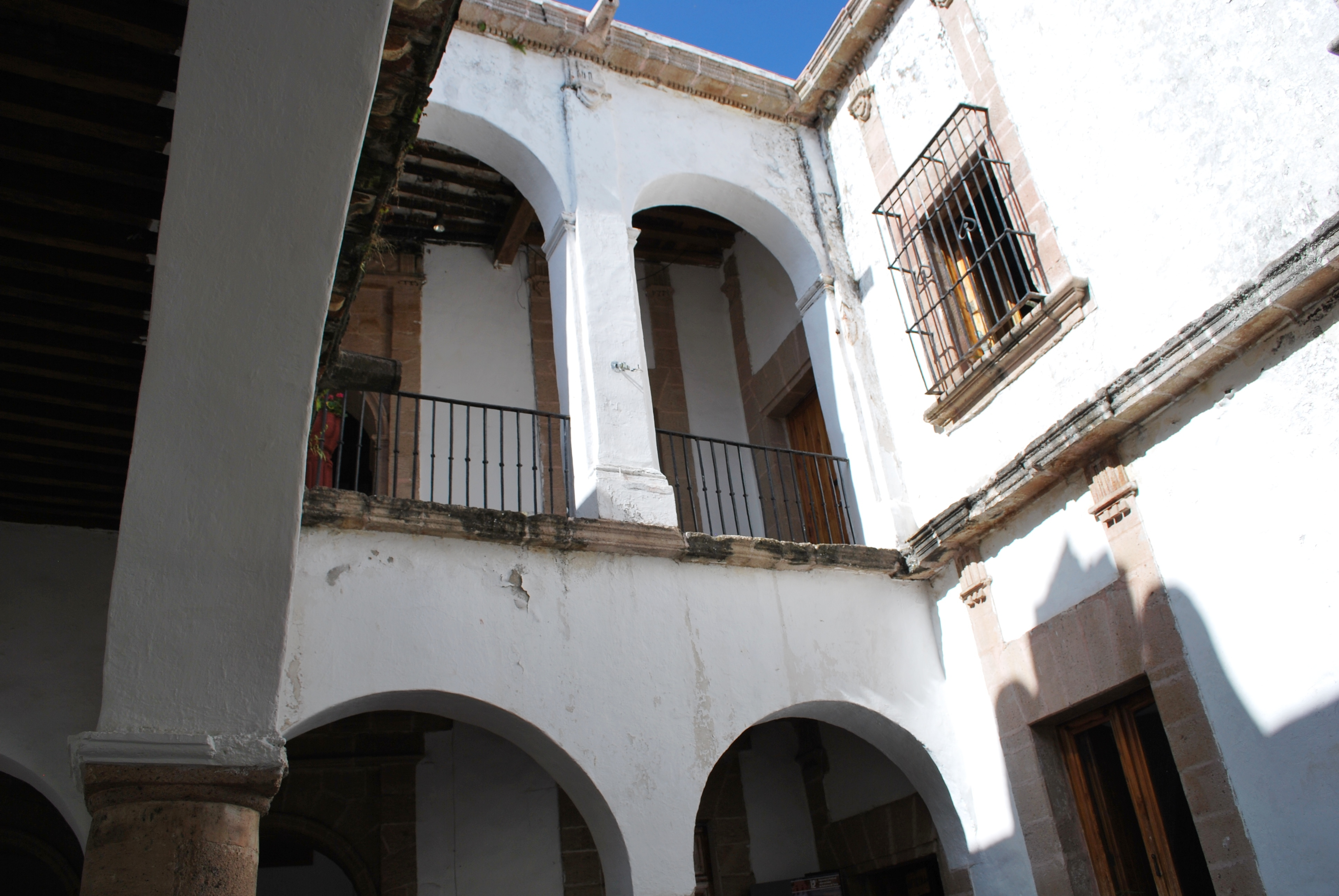
Belső udvar
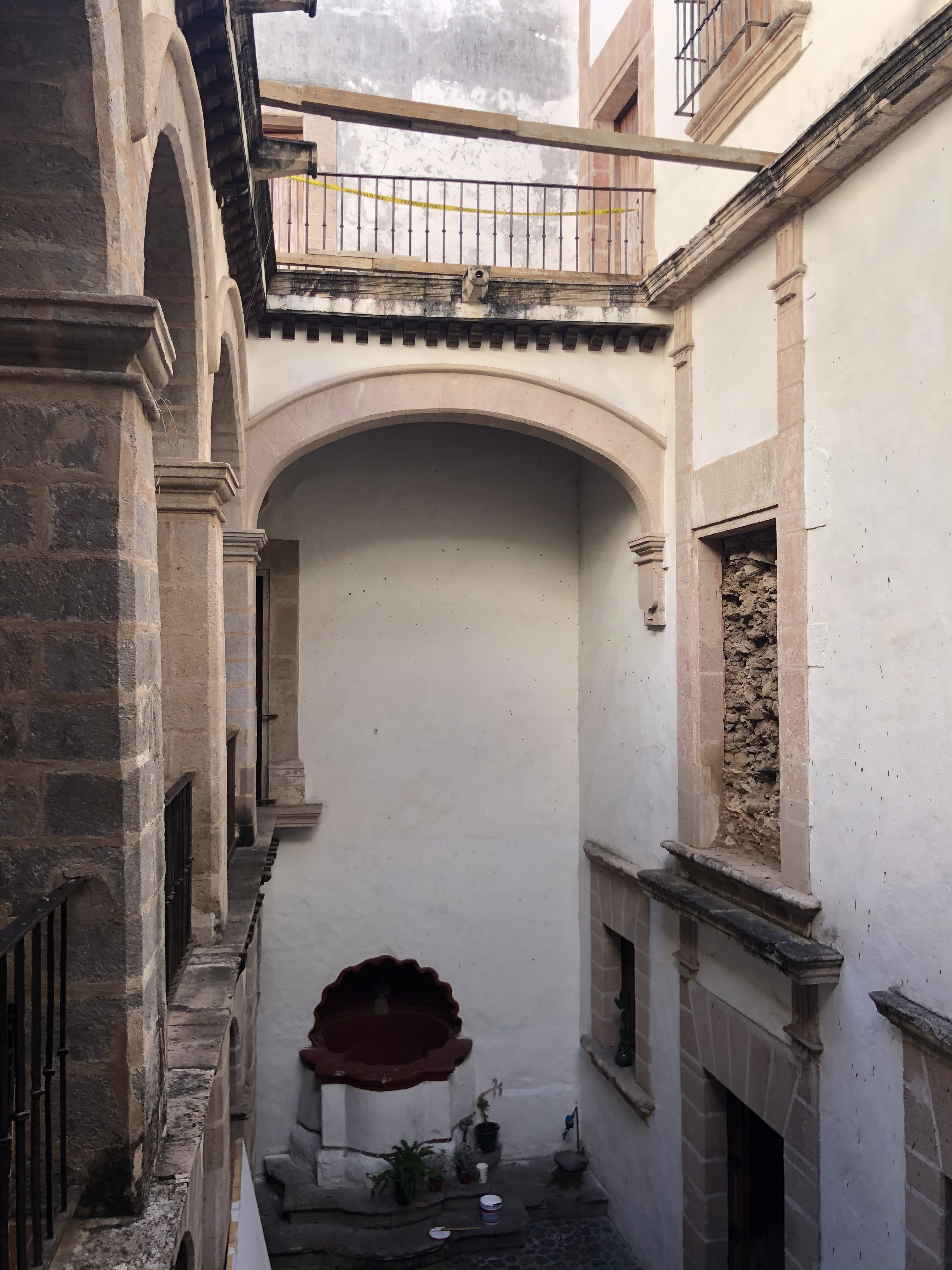
Részlet
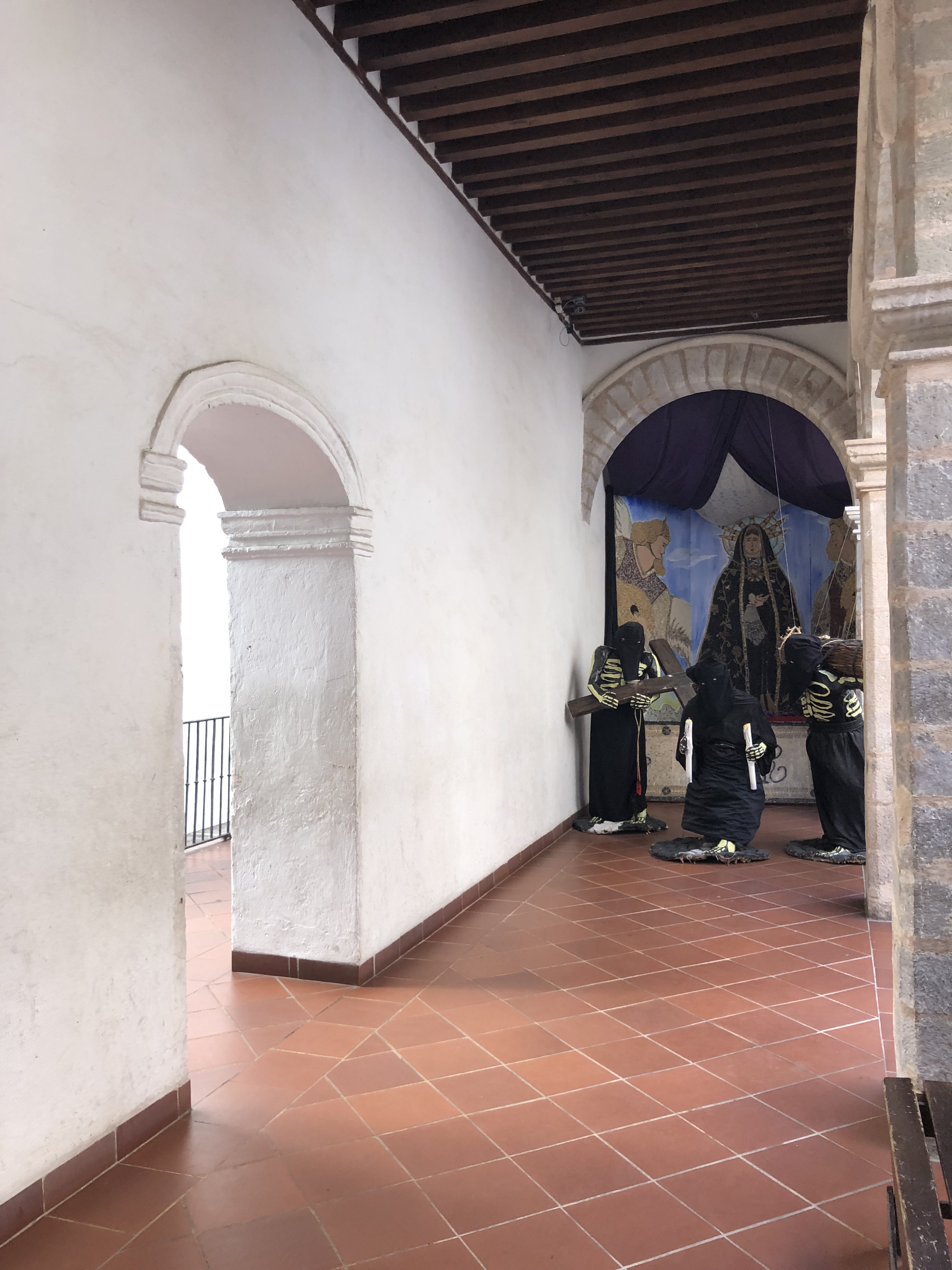
Részlet